# Empoasca ditata
Empoasca ditata är en insektsart som beskrevs av Delong och Caldwell 1934. Empoasca ditata ingår i släktet Empoasca och familjen dvärgstritar. Inga underarter finns listade i Catalogue of Life.